# فيروس نقص المناعة البشرية/الإيدز في تايوان
بدأ وباء فيروس نقص المناعة البشرية/الإيدز في تايوان مع الإبلاغ عن أول حالة في ديسمبر/كانون الأول 1984. وفي 17 ديسمبر/كانون الأول 1990، أصدرت الحكومة قانون الوقاية من الإيدز ومكافحته. في 11 يوليو 2007، تمت إعادة تسمية قانون الوقاية من الإيدز ومكافحته ليصبح قانون مكافحة العدوى بفيروس نقص المناعة البشرية وحماية حقوق المرضى.